# Élections législatives de 2017 dans la 13e circonscription du Nord
Les élections législatives françaises de 2017 dans la 13e circonscription du Nord se déroulent les 11 et 18 juin 2017.

## Circonscription
Depuis l'adoption de l'ordonnance no 2009-935 du 29 juillet 2009, ratifiée par le Parlement français le 21 janvier 2010, elle est composée des divisions administratives suivantes : cantons de Coudekerque-Branche, Dunkerque-Ouest et Grande-Synthe.

## Contexte
Christian Hutin (MDC) député sortant et maire de Saint-Pol-sur-Mer se trouve face à Philippe Emmery (FN) Conseiller régional des Hauts-de-France, Sarah Robin (LREM), Berte-Langereau (LFI), Virginie Henocq (EELV), Mickaëlle Lefèvre (UDI), Delphine Castelli (PCF), Anthony Simati (SE), Jacques Volant (LO), Catherine Mogis (SE) et Christophe Legros (SE).

## Résultats[1]
- Député sortant : Christian Hutin (MDC)

|                                                                       |                                                                                   |                           |                           |                          |                          |
|                                                                       |                                                                                   | Premier tour 11 juin 2017 | Premier tour 11 juin 2017 | Second tour 18 juin 2017 | Second tour 18 juin 2017 |
|                                                                       |                                                                                   |                           |                           |                          |                          |
|                                                                       |                                                                                   | Nombre                    | % des inscrits            | Nombre                   | % des inscrits           |
| Inscrits                                                              | Inscrits                                                                          | 89 284                    | 100,00                    | 89 284                   | 100,00                   |
| Abstentions                                                           | Abstentions                                                                       | 49 715                    | 55,68                     | 52 767                   | 59,10                    |
| Votants                                                               | Votants                                                                           | 39 569                    | 44,32                     | 36 517                   | 40,90                    |
|                                                                       |                                                                                   |                           | % des votants             |                          | % des votants            |
| Bulletins blancs                                                      | Bulletins blancs                                                                  | 837                       | 2,12                      | 1 797                    | 4,92                     |
| Bulletins nuls                                                        | Bulletins nuls                                                                    | 272                       | 0,69                      | 704                      | 1,93                     |
| Suffrages exprimés                                                    | Suffrages exprimés                                                                | 38 460                    | 97,20                     | 34 016                   | 93,15                    |
|                                                                       |                                                                                   |                           |                           |                          |                          |
| Candidat Étiquette politique (partis et alliances)                    | Candidat Étiquette politique (partis et alliances)                                | Voix                      | % des exprimés            | Voix                     | % des exprimés           |
|                                                                       |                                                                                   |                           |                           |                          |                          |
|                                                                       | Philippe Eymery Front national                                                    | 9 893                     | 25,72                     | 12 478                   | 36,68                    |
|                                                                       | Christian Hutin (député sortant) Divers gauche (Mouvement républicain et citoyen) | 9 507                     | 24,72                     | 21 538                   | 63,32                    |
|                                                                       | Sarah Robin La République en marche                                               | 8 283                     | 21,54                     |                          |                          |
|                                                                       | Elio Berte-Langereau La France insoumise                                          | 5 434                     | 14,13                     |                          |                          |
|                                                                       | Virginie Henocq Europe Écologie Les Verts                                         | 1 600                     | 4,16                      |                          |                          |
|                                                                       | Mickaëlle Lefèvre Union des démocrates et indépendants                            | 1 584                     | 4,12                      |                          |                          |
|                                                                       | Delphine Castelli Parti communiste français (Front de gauche)                     | 680                       | 1,77                      |                          |                          |
|                                                                       | Anthony Simati Divers                                                             | 633                       | 1,65                      |                          |                          |
|                                                                       | Jacques Volant Lutte ouvrière                                                     | 500                       | 1,30                      |                          |                          |
|                                                                       | Catherine Mogis Divers (Union populaire républicaine)                             | 254                       | 0,66                      |                          |                          |
|                                                                       | Christophe Legros Divers                                                          | 92                        | 0,24                      |                          |                          |
| Source : Ministère de l'Intérieur - Treizième circonscription du Nord |                                                                                   |                           |                           |                          |                          |